# Central térmica Castejón 1 y Castejón 3
La central térmica Castejón 1 es una central termoeléctrica de ciclo combinado situada en el término municipal de Castejón, en Navarra (España). Consta de dos grupos de 429,2 y 418,5 MW. El Grupo I se acopló a la red en septiembre de 2002, y en 2008 fue ampliada a un nuevo grupo, denominado Castejón 3, ya que el nombre de Castejón 2 le había sido asignado a una instalación similar de Iberdrola. Su instalación fue recurrida por una asociación vecinal.
El combustible que utiliza es el gas natural y su propietaria era la empresa EDP España hasta 2020, cuando fue adquirida por TOTAL España.

## Datos Técnicos

### Grupo I
- Potencia: 429 MW.
- Consumo de gas: 500 MNm³/año.
- Producción de energía: 2900 GWh/año.
- Consumo neto de agua: 100 l/s.
- Monoeje: turbina de gas, turbina de vapor y un alternador en el mismo eje.
- La turbina de gas produce el 64 % de la potencia, y la de vapor el 36 %.
- Turbina de gas: cinco etapas.
- Turbina de vapor: 2 cuerpos, triple presión, con vapor recalentado.
- Generador: tensión de generación a 21 kV
- Caldera de recuperación con tres niveles de presión: 114,7 bar, 26,7 bar, 4,7 bar.

### Grupo II (Castejón 3)
- Potencia: 418 MW
- Horas de operación (estimadas): 5500 horas/año
- Consumo de gas (estimadas): 400 MNm3/año
- Producción de energía (estimadas): 2.20 GWh/año
- Consumo neto de agua: 100 l/s
- Monoeje: turbina de gas, turbina de vapor y un alternador en el mismo eje. Fabricante ALSTOM POWER.
- La turbina de gas produce el 64 % de la potencia, y la de vapor el 36 %
- Turbina de gas: cinco etapas. Es dual fuel, puede quemar gasoil.
- Turbina de vapor: 2 cuerpos, triple presión, con vapor recalentado
- Torre de refrigeración híbrida, de estructura de madera.
- Generador: tensión de generación a 21 kV
- Caldera de recuperación con tres niveles de presión: 136,7 bar, 28,9 bar, 4,8 bar

## Polémica
El segundo grupo (Castejón III) de esta central térmica comenzó a funcionar en enero de 2008, a pesar de la sentencia en su contra emitida en julio del mismo año por el Tribunal Superior de Justicia de Navarra por incumplir la normativa.
Desde entonces, este grupo ha tenido otras sentencias en contra de su funcionamiento, un total de 5, siendo la última de junio de 2013. Sin embargo, continua su actividad con normalidad.